# Остін Сміт
Остін Сміт (англ. Austen Smith; 23 липня 2001, Келлер, Техас) — американська стрільчиня, срібна та бронзова призерка Олімпійських ігор 2024 року.

## Виступи на Олімпіадах
| Олімпіада  | Дисципліна  | Місце |
| ---------- | ----------- | ----- |
| Токіо 2020 | скит        | 10    |
| Париж 2024 | скит        | 3     |
| Париж 2024 | скит, мікст | 2     |